# 阿尔曼多·德拉奎拉
阿尔曼多·德拉奎拉（義大利語：Armando Dell'Aquila，1987年8月20日—），意大利男子赛艇运动员。他曾代表意大利参加世界赛艇锦标赛，获得二枚金牌、四枚银牌和一枚铜牌，均来自轻量级项目。